# تيمو كوسكينين
تيمو كوسكينين (بالفنلندية: Timo Koskinen)‏ هو عازف بيانو فنلندي، ولد في 1965.

## وصلات خارجية
- تيمو كوسكينين على موقع ميوزك برينز (الإنجليزية)
- تيمو كوسكينين على موقع ديسكوغز (الإنجليزية)